# Campeonato dos Quatro Continentes de Patinação Artística no Gelo de 2019
O Campeonato dos Quatro Continentes de Patinação Artística no Gelo de 2019 foi a vigésima primeira edição da competição, um evento anual de patinação artística no gelo organizado pela União Internacional de Patinação (em inglês:  International Skating Union) onde os patinadores artísticos competem pelo título de campeão dos quatro continentes. Os quatro continentes do nome da competição se referem às Américas, África, Ásia e Oceania. A competição foi disputada entre os dias 7 de fevereiro e 10 de fevereiro, na cidade de Anaheim, Califórnia, Estados Unidos.

## Eventos
- Individual masculino
- Individual feminino
- Duplas
- Dança no gelo

## Medalhistas
| Evento                        | Ouro                                        | Prata                                            | Bronze                               |
| Individual masculino detalhes | Shoma Uno · Japão                           | Jin Boyang · China                               | Vincent Zhou · Estados Unidos        |
| Individual feminino detalhes  | Rika Kihira · Japão                         | Elizabet Tursynbaeva · Cazaquistão               | Mai Mihara · Japão                   |
| Duplas detalhes               | Sui Wenjing · Han Cong · China              | Kirsten Moore-Towers · Michael Marinaro · Canadá | Peng Cheng · Jin Yang · China        |
| Dança no gelo detalhes        | Madison Chock · Evan Bates · Estados Unidos | Kaitlyn Weaver · Andrew Poje · Canadá            | Piper Gilles · Paul Poirier · Canadá |

## Resultados

### Individual masculino
| Pos.                                                  | Nome                  | Nacionalidade  | Pontos | PC         | PL          |
| ----------------------------------------------------- | --------------------- | -------------- | ------ | ---------- | ----------- |
| Medalha de ouro                                       | Shoma Uno             | Japão          | 289.12 | 91.76 (4)  | 197.36 (1)  |
| Medalha de prata                                      | Jin Boyang            | China          | 273.51 | 92.17 (3)  | 181.34 (2)  |
| Medalha de bronze                                     | Vincent Zhou          | Estados Unidos | 272.22 | 100.18 (1) | 172.04 (5)  |
| 4                                                     | Keegan Messing        | Canadá         | 267.61 | 88.18 (5)  | 179.43 (3)  |
| 5                                                     | Jason Brown           | Estados Unidos | 258.89 | 86.57 (6)  | 172.32 (4)  |
| 6                                                     | Cha Jun-hwan          | Coreia do Sul  | 255.83 | 97.33 (2)  | 158.50 (8)  |
| 7                                                     | Keiji Tanaka          | Japão          | 251.54 | 83.93 (7)  | 167.61 (6)  |
| 8                                                     | Tomoki Hiwatashi      | Estados Unidos | 236.79 | 76.95 (9)  | 159.84 (7)  |
| 9                                                     | Brendan Kerry         | Austrália      | 224.44 | 76.81 (10) | 147.63 (9)  |
| 10                                                    | Nam Nguyen            | Canadá         | 216.49 | 79.55 (8)  | 136.94 (10) |
| 11                                                    | Nicolas Nadeau        | Canadá         | 209.65 | 74.44 (11) | 135.21 (11) |
| 12                                                    | Kazuki Tomono         | Japão          | 206.41 | 74.16 (12) | 132.25 (12) |
| 13                                                    | Andrew Dodds          | Austrália      | 191.40 | 71.91 (13) | 119.49 (15) |
| 14                                                    | Lee June-hyoung       | Coreia do Sul  | 188.10 | 64.19 (16) | 123.91 (14) |
| 15                                                    | Lee Si-hyeong         | Coreia do Sul  | 183.98 | 56.03 (21) | 127.95 (13) |
| 16                                                    | Zhang He              | China          | 179.59 | 67.38 (15) | 112.51 (18) |
| 17                                                    | Donovan Carrillo      | México         | 174.70 | 71.16 (14) | 103.54 (20) |
| 18                                                    | Micah Tang            | Taipé Chinesa  | 174.59 | 62.95 (17) | 111.64 (19) |
| 19                                                    | Micah Kai Lynette     | Tailândia      | 174.44 | 57.45 (19) | 116.99 (16) |
| 20                                                    | Julian Zhi Jie Yee    | Malásia        | 174.10 | 61.23 (18) | 112.87 (17) |
| 21                                                    | Harrison Jon-Yen Wong | Hong Kong      | 148.54 | 56.27 (20) | 92.27 (22)  |
| 22                                                    | Leslie Man Cheuk Ip   | Hong Kong      | 146.60 | 50.40 (23) | 96.20 (21)  |
| 23                                                    | Nikita Manko          | Cazaquistão    | 138.40 | 51.15 (22) | 87.25 (23)  |
| 24                                                    | Mark Webster          | Austrália      | 126.41 | 50.24 (24) | 76.17 (24)  |
| Não avançaram para a patinação livre / programa longo |                       |                |        |            |             |
| 25                                                    | Chew Kai Xiang        | Malásia        | 46.38  | 46.38 (25) |             |

### Individual feminino
| Pos.              | Nome                       | Nacionalidade  | Pontos | PC         | PL          |
| ----------------- | -------------------------- | -------------- | ------ | ---------- | ----------- |
| Medalha de ouro   | Rika Kihira                | Japão          | 221.99 | 68.85 (5)  | 153.14 (1)  |
| Medalha de prata  | Elizabet Tursynbaeva       | Cazaquistão    | 207.46 | 68.09 (6)  | 139.37 (3)  |
| Medalha de bronze | Mai Mihara                 | Japão          | 207.12 | 65.15 (8)  | 141.97 (2)  |
| 4                 | Kaori Sakamoto             | Japão          | 206.79 | 73.36 (2)  | 133.43 (4)  |
| 5                 | Bradie Tennell             | Estados Unidos | 202.07 | 73.91 (1)  | 128.16 (5)  |
| 6                 | Mariah Bell                | Estados Unidos | 193.94 | 70.02 (3)  | 123.92 (6)  |
| 7                 | Lim Eun-soo                | Coreia do Sul  | 191.85 | 69.14 (4)  | 122.71 (8)  |
| 8                 | Kim Ye-lim                 | Coreia do Sul  | 187.93 | 64.42 (9)  | 123.51 (7)  |
| 9                 | Véronik Mallet             | Canadá         | 170.46 | 54.97 (12) | 115.49 (9)  |
| 10                | Larkyn Austman             | Canadá         | 165.21 | 54.99 (11) | 110.22 (12) |
| 11                | Ting Cui                   | Estados Unidos | 164.84 | 66.73 (7)  | 98.11 (14)  |
| 12                | Yi Christy Leung           | Hong Kong      | 164.79 | 53.93 (15) | 110.86 (11) |
| 13                | Kim Ha-nul                 | Coreia do Sul  | 162.48 | 51.44 (17) | 111.04 (10) |
| 14                | Chen Hongyi                | China          | 150.50 | 54.44 (13) | 96.06 (15)  |
| 15                | Kailani Craine             | Austrália      | 149.52 | 60.64 (10) | 88.88 (17)  |
| 16                | Alaine Chartrand           | Canadá         | 147.54 | 45.89 (21) | 101.65 (13) |
| 17                | Isadora Williams           | Brasil         | 138.26 | 47.92 (19) | 90.34 (16)  |
| 18                | Alisson Krystle Perticheto | Filipinas      | 136.97 | 51.66 (16) | 85.31 (19)  |
| 19                | Amy Lin                    | Taipé Chinesa  | 134.56 | 46.99 (20) | 87.57 (18)  |
| 20                | Andrea Montesinos Cantu    | México         | 124.51 | 42.92 (22) | 81.59 (20)  |
| 21                | Joanna So                  | Hong Kong      | 117.82 | 50.00 (18) | 67.82 (21)  |
| WD                | Brooklee Han               | Austrália      | —      | 54.22 (14) | — (WD)      |

### Duplas
| Pos.              | Nome                                    | Nacionalidade  | Pontos | PC        | PL         |
| ----------------- | --------------------------------------- | -------------- | ------ | --------- | ---------- |
| Medalha de ouro   | Sui Wenjing / Han Cong                  | China          | 211.11 | 74.19 (2) | 136.92 (1) |
| Medalha de prata  | Kirsten Moore-Towers / Michael Marinaro | Canadá         | 211.05 | 74.66 (1) | 136.39 (2) |
| Medalha de bronze | Peng Cheng / Jin Yang                   | China          | 205.42 | 69.48 (3) | 135.94 (3) |
| 4                 | Ashley Cain / Timothy Leduc             | Estados Unidos | 196.82 | 67.49 (4) | 129.33 (4) |
| 5                 | Haven Denney / Brandon Frazier          | Estados Unidos | 184.18 | 61.71 (7) | 122.47 (5) |
| 6                 | Tarah Kayne / Danny O'Shea              | Estados Unidos | 180.36 | 66.34 (5) | 114.02 (6) |
| 7                 | Evelyn Walsh / Trennt Michaud           | Canadá         | 159.05 | 61.91 (6) | 97.14 (8)  |
| 8                 | Camille Ruest / Andrew Wolfe            | Canadá         | 158.91 | 57.38 (8) | 101.53 (7) |

### Dança no gelo
| Pos.              | Nome                                         | Nacionalidade  | Pontos | DR         | DL         |
| ----------------- | -------------------------------------------- | -------------- | ------ | ---------- | ---------- |
| Medalha de ouro   | Madison Chock / Evan Bates                   | Estados Unidos | 207.42 | 81.17 (2)  | 126.25 (1) |
| Medalha de prata  | Kaitlyn Weaver / Andrew Poje                 | Canadá         | 203.93 | 80.56 (3)  | 123.37 (3) |
| Medalha de bronze | Piper Gilles / Paul Poirier                  | Canadá         | 202.45 | 78.05 (4)  | 124.40 (2) |
| 4                 | Madison Hubbell / Zachary Donohue            | Estados Unidos | 201.66 | 81.95 (1)  | 119.71 (4) |
| 5                 | Kaitlin Hawayek / Jean-Luc Baker             | Estados Unidos | 189.87 | 74.42 (5)  | 115.45 (5) |
| 6                 | Laurence Fournier Beaudry / Nikolaj Sørensen | Canadá         | 186.91 | 73.30 (6)  | 113.61 (6) |
| 7                 | Wang Shiyue / Liu Xinyu                      | China          | 169.11 | 64.37 (7)  | 104.74 (7) |
| 8                 | Chen Hong / Sun Zhuoming                     | China          | 156.89 | 59.44 (8)  | 97.45 (8)  |
| 9                 | Misato Komatsubara / Tim Koleto              | Japão          | 149.14 | 54.94 (9)  | 94.20 (9)  |
| 10                | Chantelle Kerry / Andrew Dodds               | Austrália      | 138.53 | 53.98 (10) | 84.55 (10) |
| 11                | Ning Wanqi / Wang Chao                       | China          | 130.92 | 52.10 (11) | 78.82 (11) |
| 12                | Matilda Friend / William Badaoui             | Austrália      | 118.22 | 43.64 (12) | 74.58 (12) |

## Quadro de medalhas
| Ordem | País           | Medalha de ouro | Medalha de prata | Medalha de bronze |    | Ordem por total |
| ----- | -------------- | --------------- | ---------------- | ----------------- | -- | --------------- |
| 1     | Japão          | 2               |                  | 1                 | 3  | 1               |
| 2     | China          | 1               | 1                | 1                 | 3  | 1               |
| 3     | Estados Unidos | 1               |                  | 1                 | 2  | 4               |
| 4     | Canadá         |                 | 2                | 1                 | 3  | 1               |
| 5     | Cazaquistão    |                 | 1                |                   | 1  | 35              |
| TOTAL | TOTAL          | 4               | 4                | 4                 | 12 | —               |